# Batalla búlgaro-croata de 927
En 927 se libró una batalla en las tierras altas de Bosnia entre los ejércitos de los dos gobernantes de los Balcanes de la época: El zar búlgaro Simeón I, el gran vencedor de la batalla de Aqueloo diez años antes contra el Imperio bizantino, y el rey Tomislav de Croacia, el primer rey del estado croata.
Según Teófanes Continuatus (continuador de la Crónica de Teófanes) y otros historiadores, la batalla tuvo lugar el 27 de mayo de 927 y se libró en el área de las tierras altas del este de Bosnia, cerca del río Drina, la zona fronteriza entre el Reino de Croacia y el Imperio búlgaro.
El gobernante búlgaro, Simeón, era un hombre sabio y capaz, con un espíritu inquieto e insaciable. Pasó toda su vida en enfrentamientos con los países vecinos. Su objetivo fundamental era la derrota del Imperio bizantino y conquistar Bizancio. Para lograr su objetivo, Simeón invadió el oriente y centro de los Balcanes en varias ocasiones, ocupando Serbia y finalmente atacando a Croacia.

## Eventos anteriores a la guerra
Después de largas guerras y grandes éxitos, capturando la mayor parte del territorio bizantino en Europa, Simeón el Grande fue coronado en la iglesia de Ohrid como "zar de todos los búlgaros y los griegos" por el recién nombrado patriarca búlgaro en 925. De acuerdo con el razonamiento jurídico de la época, sólo el papa y el emperador bizantino podían otorgar títulos reales o imperiales, y un emperador podría ser coronado solo por un patriarca. El emperador bizantino Romano Lecapeno protestó amargamente contra la usurpación de Simeón del título imperial. El Patriarca de Constantinopla, Nicolás I el Místico, hizo lo mismo. En tal situación, Simeón pidió al papa Juan X (914-928) que le enviara una corona imperial y reconocer en la cabeza de la iglesia búlgara a un patriarca. Naturalmente, Simeón tuvo que prometer que reconocería la primacía papal sobre la Iglesia búlgara. Juan X aceptó la petición de Simeón y envió una misión solemne a Bulgaria, encabezados por el cardenal Madalbertus y Juan, ilustre duque de Cumas. La misión del papa llegó a Bulgaria a finales de verano o durante el otoño de 926, llevando una corona y el cetro con el que se coronaría a Simeón como emperador de Bulgaria.
Cuando la misión papal llegó a Preslav, Madalbertus comenzó largas negociaciones con Simeón y los representantes de la Iglesia búlgara. Probablemente, Madalbertus convocó un sínodo en Bulgaria, como lo hizo más tarde en Split, de Croacia, en su camino de regreso a Roma en 928. Las negociaciones sobre los asuntos eclesiásticos tuvieron éxito, y el arzobispo Leoncio fue creado patriarca en Preslav, todavía durante el reinado de Simeón.

## Motivos para la guerra
Mientras tanto, Simeón emprendió los preparativos para la imposición de su coronación en el verano de 927. De repente, decidió librar una guerra contra el Reino de Croacia.
La razón podría ser que Tomislav recibió y protegió a los serbios que fueron expulsados por Simeón de Rascia. Con toda probabilidad, sin embargo, la razón principal fue que Simeón, si era coronado por el legado pontificio, temía un ataque del emperador bizantino con el apoyo de Tomislav. El emperador Romano Lecapeno ganó la amistad de Tomislav algunos años atrás, le entregó la Dalmacia bizantina y le reconoció como rey de Croacia (el Papa Juan X había reconocido a Tomislav como rey de Croacia en 925). Durante el verano de 926, Tomislav envió sus tropas a Italia para expulsar a los sarracenos de la ciudad de Sipontus, que pertenecía a la provincia bizantina de Langobardia. Este evento podría haber sido una prueba suficiente a Simeón que los croatas se habían puesto del lado del emperador bizantino y que le apoyarían activamente en el futuro. Por lo tanto, cuando en la siguiente primavera Simeón envió un gran ejército contra los croatas, los búlgaros fueron recibidos por el ejército de Tomislav en la región montañosa del este de Bosnia el 27 de mayo de 927.

## La batalla
Según el historiador bizantino Constantino Porfirogéneta, el rey Tomislav logró reunir un ejército de 100.000 soldados a pie, 60.000 soldados a caballo y 80 acorazados (en disputa). La fuerza del ejército de Simeón es desconocida, pero probablemente era de 30.000 a 70.000. El comandante de las fuerzas búlgaras en esta batalla fue el Duque (Dux) Alogobotur.
Las fuerzas croatas bajo la dirección de su rey devastaron completamente al ejército búlgaro. La clave para el triunfo de Tomislav es probable la elección de terreno en el que tuvo lugar la batalla: los soldados croatas fueron probablemente más experto en la lucha en el terreno montañoso de la sierra de Bosnia. La gran habilidad militar del rey croata y su caballería fueron probablemente también un factor decisivo contra los búlgaros.